# Aeschropteryx incaudata
Aeschropteryx incaudata är en fjärilsart som beskrevs av Achille Guenée 1858. Aeschropteryx incaudata ingår i släktet Aeschropteryx och familjen mätare. Inga underarter finns listade i Catalogue of Life.